# 平澤宏々路
平澤 宏々路（ひらさわ こころ、2007年9月21日 - ）は、東京都出身の日本の女優。

## 人物・経歴
2009年（平成21年）、QBBチーズのCMにてデビュー。2011年（平成23年）には、『風をあつめて』にてドラマデビュー、『吉祥寺の朝日奈くん』にて映画デビューと、当時3歳ながら活躍の幅を広げる。その後、『江〜姫たちの戦国〜』や『悪夢ちゃん』、『名もなき毒』、『リミット』などのテレビドラマにて活躍する。
2013年（平成25年）、映画『貞子3D2』にて安藤凪役で出演し、注目を集める。舞台挨拶にも登壇し、その際には、「現場はお化け屋敷みたい。でも監督さんが笑わせてくれて、怖くなかったです。貞子はちょっぴり怖いけど、嫌いじゃないです」とコメントしたが、貞子に初めて会った際には怖がって固まって一切近寄らなかったとのこと。また、共演者の瀧本美織のメイクにも怖がって逃げ惑っていたり、拒否してしまうような恐怖シーンを見事演じ切ったり、特殊メイクをしたりと本人にとってさまざまな経験や苦労があった作品であった。
2019年（平成31年）4月現在、身長152cm。

## 出演作品

### テレビドラマ
- 風をあつめて（2011年2月11日、NHK総合） - 浦上杏子（幼少期） 役
- 全開ガール 第3話（2011年7月25日、フジテレビ）
- 花ざかりの君たちへ〜イケメン☆パラダイス〜2011 第5話（2011年8月7日、フジテレビ）
- 大河ドラマ（NHK）
  - 江〜姫たちの戦国〜 第39話（2011年10月2日） - 和（幼少期） 役
  - 平清盛 第36話（2012年9月16日） - 花子（幼少期） 役
- 特命戦隊ゴーバスターズ（2012年2月26日 - 2013年2月10日、テレビ朝日） - 宇佐見ヨーコ（幼少期） 役[4]
- はつ恋 第5話（2012年6月19日、NHK） - 雪村可奈 役[5]
- カエルの王女さま 最終話（2012年6月21日、フジテレビ） - 井坂忠子（幼少期） 役
- 走馬灯株式会社 第1話（2012年7月16日、TBS）
- 死と彼女とぼく（2012年9月21日、テレビ朝日）
- 悪夢ちゃん（2012年10月13日 - 12月22日、日本テレビ） - 武戸井彩未（幼少期） 役
- ウルトラシリーズ
  - ネオ・ウルトラQ 第7話（2013年2月23日、WOWOW） - 波多野マヤ 役
  - ウルトラマンオーブ 第5話（2016年8月6日、テレビ東京） - 少女（ユウカ） 役
- 山村美紗サスペンス 赤い霊柩車31（2013年4月19日、フジテレビ） - 岡田かおり 役
- 猫弁と透明人間（2013年4月22日、TBS） - 田部井すず 役[6]
- たべものがたり 彼女のこんだて帖 第9話（2013年5月12日、NHK BSプレミアム） - 山根麻衣（幼少期） 役
- 名もなき毒 第1話 - 第5話（2013年7月8日 - 8月5日、TBS） - 梶田聡美（幼少期） 役[7]
- ぴんとこな（2013年7月18日 - 9月19日、TBS） - 千葉あやめ（幼少期） 役[8]
- リミット 第5話 - 最終話（2013年8月9日 - 9月27日、テレビ東京） - 神矢真実子 役
- オリンピックの身代金〜1964年・夏〜（2013年11月30日 - 12月1日、テレビ朝日） - 落合有美（幼少期） 役
- 恋するイヴ（2013年12月24日、日本テレビ） - チヒロ 役
- 最後の仕事（2014年1月12日、テレビ朝日）
- 天誅〜闇の仕置人〜 第1・7話（2014年1月24日・3月7日、フジテレビ） - 村田ゆかり（幼少期） 役
- MOZU（TBS / WOWOW） - 明星杏珠 役
  - Season1〜百舌の叫ぶ夜〜 第1話（2014年4月10日）
  - Season2〜幻の翼〜 第1話（2014年6月22日）
- 弱くても勝てます〜青志先生とへっぽこ高校球児の野望〜 第1話 - 第9話（2014年4月12日 - 6月7日、日本テレビ） - 樽見柚子（6歳） 役
- パンドラ〜永遠の命〜（2014年4月27日、WOWOW） - 美紀 役
- 喰う寝るふたり 住むふたり （2014年5月13日 - 6月17日、NHK BSプレミアム） - さな 役
- 警視庁捜査一課9係 season9 第7話（2014年8月20日、テレビ朝日） - 水川博美（幼少期） 役
- おそろし〜三島屋変調百物語 第3話（2014年9月13日、NHK BSプレミアム） - おちか（幼少期） 役
- 信長協奏曲 第2話（2014年10月20日、フジテレビ） - 帰蝶（幼少期） 役
- きょうは会社休みます。（2014年10月22日 - 12月17日、日本テレビ） - 笹野さやか 役
- ナースのお仕事 再会編（2014年11月1日、フジテレビ）
- ○○妻（2015年1月14日 - 3月18日、日本テレビ） - 河西成美 役
- セカンド・ラブ（2015年2月6日 - 3月20日、テレビ朝日） - 野口綾子（幼少期） 役
- 刑事7人 第6話（2015年8月19日、テレビ朝日） - 西沢真菜 役
- いつかこの恋を思い出してきっと泣いてしまう（2016年1月18日 - 3月21日、フジテレビ） - 杉原音（幼少期）役
- ドクター調査班〜医療事故の闇を暴け〜（2016年4月22日 - 6月3日、テレビ東京） - 琴塚よつ葉 役
- はじめまして、愛しています。（2016年7月14日 - 9月15日、テレビ朝日） - 不破明日香 役
- 都庁爆破！（2018年1月2日、TBSテレビ） - 本郷朝美 役
- 海月姫 （2018年1月15日 - 3月19日、フジテレビ） - 倉下月海（幼少期） 役
- 世にも奇妙な物語 「しらず森」（2019年6月8日、フジテレビ） - 長田遥子（少女期）役
- わたし旦那をシェアしてた（2019年7月4日 - 9月5日、読売テレビ・日本テレビ） - 森下沙紀 役
- 博多弁の女の子はかわいいと思いませんか?（2019年7月19日、福岡放送） - 博多乃めん子 役
- 浦安鉄筋家族 5発目・8発目・9発目・11発目（2020年5月9日・8月28日・9月4日・18日、テレビ東京） - 西川のり子 役
- 東京地検の男（2021年3月24日、テレビ朝日） - 東丸真由美 役
- ゆるキャン△2（2021年6月3日 - 6月10日、テレビ東京） - 一宮遥香 役
- 生きて、ふたたび　保護司・深谷善輔 （2021年11月28日 - 2022年1月23日、NHK BSプレミアム） - 三井史織 役
- つまらない住宅地のすべての家（2022年10月10日 - 11月16日、NHK総合） - 長谷川千里 役
- ラストマン-全盲の捜査官- 第5話（2023年5月21日、TBS） - 中道雲母 役[9]
- 正義の天秤 Season2 第4話（2023年5月27日、NHK） - 小原結愛 役
- DIY!! -どぅー・いっと・ゆあせるふ-（2023年7月5日 - 8月30日、毎日放送・TBS） - 日蔭匠 役[10]
- 真夏のシンデレラ 第5話（2023年8月7日、フジテレビ） - 佐藤秋香 役
- ブラックポストマン 第6話 - 最終話（2023年9月22日 - 9月29日、テレビ東京） - 杉原凛 役
- コタツがない家（2023年10月18日 - 12月20日、日本テレビ） - 原木田れいら 役[11]
- 特捜9 season7 第3話（2024年4月17日、テレビ朝日） - 平花鈴 役[12]
- 私の死体を探してください。（2024年9月4日 - 10月9日、テレビ東京） - 佐々木絵美 役[13]
- 高杉さん家のおべんとう（2024年10月3日 - 12月5日、中京テレビ・日本テレビ） - ヒロイン・高杉久留里 役[14]
- DOPE 麻薬取締部特捜課（2025年7月4日 - 、TBS） - 葛城莉子 役[15]

### 配信ドラマ
- 仮面ライダーBLACK SUN（2022年10月28日 - 、Amazon Prime Video） - 和泉葵 役[16]

### テレビアニメ
- アーヤと魔女（2020年12月30日、NHK） - 主演・アーヤ 役[17][18]

### 劇場アニメ
- 屋根裏のラジャー（2023年12月15日、東宝） - ジュリア 役[19]

### 映画
- 吉祥寺の朝日奈くん（2011年11月19日、アステア / スローラーナー） - 山田遠野 役
- 図書館戦争（2013年4月27日、東宝）
- 貞子3D2（2013年8月30日、角川書店） - 安藤凪 役[20][21][22]
- ドライブイン蒲生（2014年8月2日、コピアポア・フィルム） - 岸本亜希子 役[1][23]
- ピカ☆★☆ンチ LIFE IS HARD たぶん HAPPY（2014年8月1日、ジェイ・ストーム） - ミカ 役
- MIRACLE デビクロくんの恋と魔法（2014年11月22日、東宝 / アスミック・エース） - 栗田愛実 役
- マエストロ!（2015年1月31日、松竹 / アスミック・エース） - 橘あまね（幼少期） 役
- 劇場版 MOZU（2015年11月7日、東宝） - 明星杏珠 役
- 劇場版 ウルトラマンオーブ 絆の力、おかりします!（2017年3月11日、松竹メディア事業部） - ユウカ 役
- ミックス。（2017年10月21日、東宝） - 富田多満子（幼少期）役
- BLEACH 死神代行篇（2018年7月20日、ワーナー・ブラザース映画） - 黒崎遊子 役
- 体操しようよ（2018年11月9日、東急レクリエーション） - 中野詩織 役
- トラさん〜僕が猫になったワケ〜（2019年2月15日、ショウゲート） - 高畑実優 役
- 水上のフライト（2020年11月13日、KADOKAWA） - 杉下里奈 役
- 星空のむこうの国（2021年7月16日、エイベックス・ピクチャーズ） - 森夏美 役[24]
- ふしぎ駄菓子屋 銭天堂（2024年12月13日、東宝） - 等々力まどか 役[25]
- 終点のあの子（2026年公開予定、グラスゴー15） - 奈津子 役[26]

### テレビ番組
- 孫のためのJBナイツ（2014年10月17日 - 2015年9月25日、トゥエルビ）
- で〜きた（2016年4月5日 - 、NHK Eテレ） - ひらさわきなり 役[注釈 1]
- こどもディレクター（2024年10月23日、日本テレビ）※中京テレビ制作

### CM
- 六甲バター QBBチーズ（2009年）
- キッコーマン うちのごはん
- カルピス
- バンダイ アンパンマン カラーパソコン
- ダスキン ミスタードーナツ（2012年）
- 花王
  - ハミングフレア（2013年2月 - ）
  - キュキュットハンドビューティー（2013年10月 - ）[注釈 2]
- テアトルアカデミー（2013年）
- アクサダイレクト生命保険（2013年）
- 東京ガス 家族の絆（2013年）[注釈 3]
- テクノロジーネットワークス ZAQ（2014年3月 - ）
- ミツカン すし酢（2014年3月 - 4月）[注釈 4]
- 日本労働組合総連合会（2014年4月 - ）
- オリエンタルランド 東京ディズニーリゾート ワンス・アポン・ア・タイム（2014年5月 - ）
- 日本マクドナルド ハッピーセット（2014年11月 - ）
- AOKI 防風・はっ水コート（2014年12月 - ）

### スチール・広告
- タキイ種苗
- アガツマ
  - マイメロディ お花いっぱいテントハウス
  - パッと広がるハローキティのおうち
- バンダイ アンパンマン はじめてのペンタッチスケール
- 花王 リセッシュ
- ダイハツ カフェプロジェクト
- 全国米菓工業組合
- 学研エデュケショーナル 学研教室